# Enamorado como siempre (álbum)
Enamorado como siempre es el cuarto trabajo discográfico del Binomio de Oro grabado por Codiscos y publicado el 11 de diciembre de 1978, que tuvo éxitos como La parranda es pa' amanecer, El dengue de tu amor, Mi mejor canción, Lindo copete , Mundo de ilusiones, Déjame quererte, Mis sueños de amor, y Enamorado como siempre.

## Canciones
1. Mundo de ilusiones (Fernando Meneses Romero) 4:08
2. El dengue de tu amor (Alberto Murgas) 3:16
3. Enamorado como siempre (Roberto Calderón) 3:28
4. Lindo copete (Rafael Escalona) 3:37
5. Nuestros amores (Esteban "Chiche" Ovalle) 3:08
6. La parranda es pa' amanecer (Lenín Bueno Suárez "Leabus") 5:40
7. Déjame quererte (Hernando Marín) 3:55
8. Cantando (Binomio De Oro) 3:09
9. Mi mejor canción (Fernando Meneses) 3:59
10. Mis sueños de amor (Euclides Gómez) 3:26

## Filmografía
Algunos temas del álbum Enamorado como siempre fueron parte de la banda sonora de la serie biográfica sobre Rafael Orozco, Rafael Orozco, el ídolo, y fueron interpretadas por el actor protagonista y exvocalista del Binomio de Oro, Alejandro Palacio.